# Микко (Флорида)
Микко (англ. Micco) — статистически обособленная местность, расположенная в округе Бревард (штат Флорида, США) с населением в 9052 человек по статистическим данным переписи 2010 года.

## География
По данным Бюро переписи населения США статистически обособленная местность Микко имеет общую площадь в 25,12 квадратных километров, из которых 24,35 кв. километров занимает земля и 0,78 кв. километров — вода. Площадь водных ресурсов округа составляет 3,11 % от всей его площади.
Статистически обособленная местность Микко расположена на высоте уровня моря.

## Демография
По данным переписи населения 2000 года в Микко проживало 9498 человек, 3163 семьи, насчитывалось 5212 домашних хозяйств и 6400 жилых домов. Средняя плотность населения составляла около 378,11 человек на один квадратный километр. Расовый состав населённого пункта распределился следующим образом: 98,82 % белых, 0,24 % — чёрных или афроамериканцев, 0,15 % — коренных американцев, 0,09 % — азиатов, 0,13 % — выходцев с тихоокеанских островов, 0,39 % — представителей смешанных рас, 0,18 % — других народностей. Испаноговорящие составили 1,32 % от всех жителей статистически обособленной местности.
Из 5212 домашних хозяйств в 5,2 % воспитывали детей в возрасте до 18 лет, 54,6 % представляли собой совместно проживающие супружеские пары, в 4,2 % семей женщины проживали без мужей, 39,3 % не имели семей. 34,4 % от общего числа семей на момент переписи жили самостоятельно, при этом 26,1 % составили одинокие пожилые люди в возрасте 65 лет и старше. Средний размер домашнего хозяйства составил 1,82 человек, а средний размер семьи — 2,23 человек.
Население статистически обособленной местности по возрастному диапазону по данным переписи 2000 года распределилось следующим образом: 5,9 % — жители младше 18 лет, 2,0 % — между 18 и 24 годами, 9,3 % — от 25 до 44 лет, 24,2 % — от 45 до 64 лет и 58,6 % — в возрасте 65 лет и старше. Средний возраст жителей составил 69 лет. На каждые 100 женщин в Микко приходилось 87,4 мужчин, при этом на каждые сто женщин 18 лет и старше приходилось 86,7 мужчин также старше 18 лет.
Средний доход на одно домашнее хозяйство статистически обособленной местности составил 27 673 доллара США, а средний доход на одну семью — 34 645 долларов. При этом мужчины имели средний доход в 25 638 долларов США в год против 20 352 доллара среднегодового дохода у женщин. Доход на душу населения статистически обособленной местности составил 27 673 доллара в год. 5,1 % от всего числа семей в населённом пункте и 10,1 % от всей численности населения находилось на момент переписи населения за чертой бедности, при этом 37,3 % из них были моложе 18 лет и 6,1 % — в возрасте 65 лет и старше.